# Krista Kosonen
Krista Erika Kosonen (Espoo, 28 maggio 1983) è un'attrice finlandese.

## Biografia
È nota per le sue apparizioni in film come Jade Warrior (2006), Princess (2010), per il ruolo di protagonista nella black comedy erotica Dogs don’t wear pants (2019) e la serie norvegese della HBO Beforeigners (2019-2022). È anche apparsa nello sketch comico televisivo finlandese Putous. Kosonen è stata selezionata come migliore attrice allo Shanghai International Film Festival del 2015 per la sua interpretazione in Wildeye. Ha anche vinto due Jussi Awards.
Nel 2023 è tra le protagoniste della serie TV The Swarm - Il quinto giorno.

### Vita privata
Krista Kosonen è sposata dal 2014 con il regista finlandese Antti J. Jokinen con la quale ha avuto una figlia nata nel 2015.

## Filmografia

### Cinema
- Jade Warrior (Jadesoturi), regia di Antti-Jussi Annila (2006)
- Suden vuosi, regia di Olli Saarela (2007)
- Prinsessa, regia di Arto Halonen (2010)
- Ovia ja lukkoja, regia di Dave Berg ed Elina Reinikka (2011)
- Syvälle salattu, regia di Joona Tena (2011)
- Risto, regia di Tuomas Summanen (2011)
- Tie pohjoiseen, regia di Mika Kaurismäki (2012)
- Purge, regia di Antti Jokinen (2012)
- Juoppohullun päiväkirja, regia di Lauri Maijala (2012)
- Kaikella rakkaudella, regia di Matti Ijäs (2013)
- Rölli ja kultainen avain, regia di Taavi Vartia (2013)
- Big Significant Things, regia di Bryan Reisberg (2014)
- Kätilö, regia di Antti Jokinen (2015)
- Tappajan näköinen mies, regia di Lauri Nurkse (2016)
- Pahan kukat, regia di Antti Jokinen (2016)
- Rölli ja kaikkien aikojen salaisuus, regia di Taavi Vartia (2016)
- Miami, regia di Zaida Bergroth (2017)
- Blade Runner 2049, regia di Denis Villeneuve (2017)
- Dogs Don't Wear Pants, regia di J.-P. Valkeapää (2019)
- Tottumiskysymys, regia di Reetta Aalto, Alli Haapasalo, Anna Paavilainen, Kirsikka Saari, Miia Tervo, Elli Toivoniemi e Jenni Toivoniemi (2019)
- Helene, regia di Antti Jokinen (2020)
- Tove, regia di Zaida Bergroth (2020)
- Palimpsest, regia di Hanna Marjo Västinsalo (2022)

### Televisione
- Hurja joukko – miniserie TV (2002)
- Uudisraivaaja – serie TV, episodio 1x10 (2006)
- Suojelijat – serie TV, 5 episodi (2008)
- Uutishuone – serie TV, 12 episodi (2009)
- Virta – serie TV, episodio 1x05 (2010)
- Alamaailma-trilogia: Vanki – miniserie TV (2010)
- Putous – serie TV, 42 episodi (2010-2014)
- Helppo elämä – serie TV, episodio 3x01 (2011)
- Moska – serie TV, 8 episodi (2011)
- Klikkaa mua – serie TV, 6 episodi (2011-2014)
- Putous-hahmoset, missä he ovat nyt?, regia di Petteri Summanen – film TV (2012)
- Toisen kanssa – miniserie TV (2014)
- Kingi – serie TV, 9 episodi (2015)
- Saturday Night Live (Finlandia) – programma TV, episodio 1x02 (2016)
- Gaala – serie TV, episodio 1x06 (2018)
- Bullets – serie TV (2018)
- Nyrkki – serie TV, episodio 1x01 (2019)
- Beforeigners – serie TV, 12 episodi (2019-2022)
- Makkari – serie TV, episodi 1x04-1x07 (2020)
- Mister 8 – serie TV, 8 2pisodi (2021)
- The Swarm - Il quinto giorno (The Swarm) – serie TV (2023)